# Luis Edgardo Alvarado
Luis Edgardo Alvarado Amador (El Progreso, Departamento de Yoro, Honduras; 2 de febrero de 1988) es un exfutbolista y entrenador hondureño. Actualmente dirige al Policía Nacional F. C. de la Liga de Ascenso de Honduras.

## Trayectoria

### Como futbolista
Tiene títulos universitarios antes de jugar en el Club Deportivo Honduras de El Progreso daba clases en la escuela Discovery School de El Progreso. Se coronó campeón con el Club Deportivo Honduras de El Progreso venciendo a Motagua en el Apertura 2015 por penales anotando uno de ellos y siendo capitán.

### Como entrenador
El 12 de abril de 2019, fue anunciado como entrenador interino del Honduras Progreso, en sustitución de Reynaldo Clavasquín. El 9 de mayo de 2019, tras vencer a Real de Minas en el segundo juego de la triangular de descenso, Alvarado guio a los «progreseños» a la salvación de la categoría y, por ende, a la permanencia en Liga Nacional de Honduras. De esa manera, Alvarado ratificó su figura de ídolo entre la afición del Honduras Progreso, luego de haber sido capitán y campeón nacional durante su etapa de jugador.

## Clubes

### Como futbolista
| Club              | País     | Año         |
| ----------------- | -------- | ----------- |
| Lenca             | Honduras | 2007 - 2009 |
| Atlético Choloma  | Honduras | 2009        |
| Atlético Júnior   | Honduras | 2010 - 2011 |
| Honduras Progreso | Honduras | 2011 - 2017 |

### Como entrenador
| Club               | País           | Año         |
| ------------------ | -------------- | ----------- |
| Honduras Progreso  | Honduras       | 2019        |
| Tela F.C.          | Honduras       | 2019        |
| Honduras Sub-17    | Honduras       | 2019 - 2021 |
| Honduras Sub-20    | Honduras       | 2021 - 2023 |
| Honduras Sub-23    | Honduras       | 2023        |
| Hill Country Lobos | Estados Unidos | 2024 - 2025 |
| Policía Nacional   | Honduras       | 2025 - Act. |

## Estadísticas

### Como futbolista
- Actualizado al último partido jugado el 28 de mayo de 2017.

| Equipo                                                    | Div.                | Temporada           | Liga     | Liga  | Copa Nacional | Copa Nacional | Copa Internacional(2) | Copa Internacional(2) | Total    | Total |
| Equipo                                                    | Div.                | Temporada           | Partidos | Goles | Partidos      | Goles         | Partidos              | Goles                 | Partidos | Goles |
| Honduras Progreso Honduras                                | 1.ª                 | 2014-15             | 19       | 4     | -             | -             | -                     | -                     | 19       | 4     |
| Honduras Progreso Honduras                                | 1.ª                 | 2015-16             | 14       | 0     | -             | -             | -                     | -                     | 14       | 0     |
| Honduras Progreso Honduras                                | 1.ª                 | 2016-17             | 17       | 1     | -             | -             | 4                     | 0                     | 21       | 1     |
| Honduras Progreso Honduras                                | Total               | Total               | 50       | 5     | 0             | 0             | 4                     | 0                     | 54       | 5     |
| Total en su carrera                                       | Total en su carrera | Total en su carrera | 50       | 5     | 0             | 0             | 4                     | 0                     | 54       | 5     |
| (2) Incluye datos de la Liga de Campeones de la Concacaf. |                     |                     |          |       |               |               |                       |                       |          |       |

### Como entrenador
- Actualizado al último partido dirigido el 9 de mayo de 2019.

| Honduras Progreso Honduras | 1.ª                   | Clausura 2019         | 5 | 3 | 1 | 1 | 66.67% |
| Honduras Progreso Honduras | 1.ª                   | Total                 | 5 | 3 | 1 | 1 | 66.67% |
| Total como entrenador      | Total como entrenador | Total como entrenador | 5 | 3 | 1 | 1 | 66.67% |
| Fuente                     |                       |                       |   |   |   |   |        |

- Actualizado al último partido dirigido el 9 de mayo de 2019.

| Honduras Progreso Honduras | 1.ª                   | Clausura 2019         | 5 | 3 | 1 | 1 | 66.67% |
| Honduras Progreso Honduras | 1.ª                   | Total                 | 5 | 3 | 1 | 1 | 66.67% |
| Total como entrenador      | Total como entrenador | Total como entrenador | 5 | 3 | 1 | 1 | 66.67% |
| Fuente                     |                       |                       |   |   |   |   |        |

## Palmarés

### Campeonatos nacionales
| Título                      | Club              | País     | Año           |
| --------------------------- | ----------------- | -------- | ------------- |
| Liga de Ascenso de Honduras | Honduras Progreso | Honduras | Apertura 2013 |
| Liga de Ascenso de Honduras | Honduras Progreso | Honduras | Clausura 2014 |
| Torneo Apertura             | Honduras Progreso | Honduras | 2015          |

### Copas nacionales
| Título                | Club              | País     | Año  |
| --------------------- | ----------------- | -------- | ---- |
| Supercopa de Honduras | Honduras Progreso | Honduras | 2014 |